# Славський Олександр Ілліч
Славський Олександр Ілліч — Глухівський городовий отаман в 1766 році, останній Глухівський сотник у 1769—1782 роках, бунчуковий товариш (1787).

## Походження
Олександр Славський був сином глухівського цигана.

## Керівництво
В 1766 році він обіймав посаду Глухівського городового отамана. Потім через три роки був обраний на Глухівського сотника. Сотнею він керував довгі 13 років — з 1769 до 1782 р. В 1787 році отримав звання бунчукового товариша.

## Сімейне життя
Мав у Глухові 35 підданих.
Був одружений з дочкою військового товариша.

## Ліквідація сотенного устрою
За указом Катерини ІІ від 16 (27) вересня 1781 р. «Про скасування полково-сотенного адміністративного устрою Лівобережної України» Глухівська сотня, як і Ніжинський полк до початку січня 1782 року були ліквідовані. Українську козацьку адміністрацію було усунуто від влади.
Територія Глухівської сотні ввійшла до складу Новгород-Сіверського намісництва.